# Austrotartessus numinus
Austrotartessus numinus är en insektsart som beskrevs av Evans 1981. Austrotartessus numinus ingår i släktet Austrotartessus och familjen dvärgstritar. Inga underarter finns listade i Catalogue of Life.